# Liste der Gesandten der Vereinigten Staaten in Texas

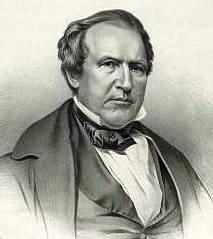
Andrew Jackson Donelson, der letzte US-Gesandte in Texas

Der Gesandte der Vereinigten Staaten von Amerika in Texas war der Chargé d’Affaires der Vereinigten Staaten von Amerika in die  Republik Texas vom Ende des Texanischen Unabhängigkeitskrieges gegen Mexiko bis zur Annexion durch die Vereinigten Staaten 1845, welche zum Mexikanisch-Amerikanischen Krieg führte.

## Chargé d’Affaires
| Amtszeit  | Name                    | Bemerkung                        |
| --------- | ----------------------- | -------------------------------- |
| 1837–1840 | Alcée Louis la Branche  |                                  |
| 1840–1841 | George H. Flood         |                                  |
| 1841–1843 | Joseph Eve              |                                  |
| 1843–1844 | William Sumter Murphy   |                                  |
| 1844      | Tilghman Ashurst Howard | Starb wenige Wochen nach Ankunft |
| 1844–1845 | Andrew Jackson Donelson |                                  |